# Centre des nouvelles industries et technologies
Centre des nouvelles industries et technologies (CNIT) este prima clădire ridicată în La Défense, la vest de Paris. Forma sa caracteristică se datorează parcelei triunghiulare pe care a stat clădirea Zodiac Aerospace. Centrul CNIT, deschis în 1958, a fost reconstruit în 1988 și 2009. În prezent se află sub supravegherea companiei Viparis.